# بوستان ملت (تهران)
بوستان ملت یا پارک ملت که قبل از انقلاب ۱۳۵۷ پارک شاهنشاهی نامیده می‌شد، بوستان بزرگی در شهر تهران است که از شرق به خیابان ولی‌عصر، از جنوب به بزرگراه هاشمی رفسنجانی، از غرب به مجموعه ورزشی انقلاب تهران و از شمال به ساختمان مرکزی صدا و سیمای جمهوری اسلامی ایران محدود می‌شود. این بوستان در سال ۱۳۴۵ در زمان سلطنت محمدرضا پهلوی و به ابتکار فرح پهلوی در شمال شهر تهران ساخته شد.

## تاریخچه
این بوستان نخست زمینی بایر بود که با توجه به موقعیت خاص آن کار احداثش از سال ۱۳۴۵ خورشیدی در ۲ فاز متفاوت آغاز شد. فاز اول، آن بخشی از پارک را شامل می‌شد که در راستای خیابان پهلوی قرار داشته‌است و «بلوار کنار جاده» نامیده می‌شد و به‌صورت بلواری به‌طول ۱۰۰۰ متر بَرِ خیابان ولیعصر (پهلوی) در سال ۱۳۴۷ به بهره‌برداری رسید. کار ساخت فاز دوم بر پایهٔ طرحی از پارک‌سازی انگلیسی و با الهام از بوستان‌های آن کشور در تپه‌های باختری ادامه یافت و در ۱۳۵۳ به بهره‌برداری رسید. این بخش از پارک از شمال به صدا و سیما، از جنوب به بزرگراه نیایش و از باختر به باشگاه انقلاب می‌رسد.
این پارک ابتدا زمین بایری بوده که به ابتکار فرح پهلوی و محمدرضا آقاجانی به بوستان تبدیل شده‌است. احداث آن بر اساس موقعیت خاص خود در ۲ فاز متفاوت از سال ۱۳۴۵ آغاز شد که فاز اول آن شامل قسمتی از پارک است، که در راستای خیابان ولیعصر (پهلوی) است، به بلوار کنار جاده موسوم بود و بخشی از آن که در قطعه‌ای از پیاده‌رو گسترده شده در سال ۱۳۴۷، بهره‌برداری شد.
فاز دوم آن نیز در سال ۱۳۵۳، بهره‌برداری شد که شامل دو بخش تپه‌ای یعنی جنگل کاری‌های سمت صدا و سیما و چمن‌کاری و گل‌کاری‌های سمت بزرگراه نیایش و سئول است. در بخشی از بوستان ملت، پردیس سینمایی ملت ساخته شده‌است که یکی از بزرگترین مراکز سینمایی تهران است.
بر پایهٔ نظرسنجی انجام شده مرکز تحقیقات و مطالعات رسانه‌ای همشهری، بوستان ملت نخستین بوستانی است که یک شهروند تهرانی به یک میهمان غیر تهرانی معرفی می‌کند.
طراحی پارک ملت را ایرج اعتصام بر عهده داشته‌است. پارک ملت علاوه بر فضاهای بسیار متنوع و جذاب خود مکانی بسیار مناسب برای انجام ورزش‌های گروهی دارد.
پارک ملت یکی از بهترین پارک‌های تهران است که در بخش شمالی شهر قرار دارد. نام قدیمی پارک ملت، پارک شاهنشاهی بود و با مساحتی حدود ۳۴ هکتار در سال ۱۳۴۵ ساخته شد.

## نگارخانه

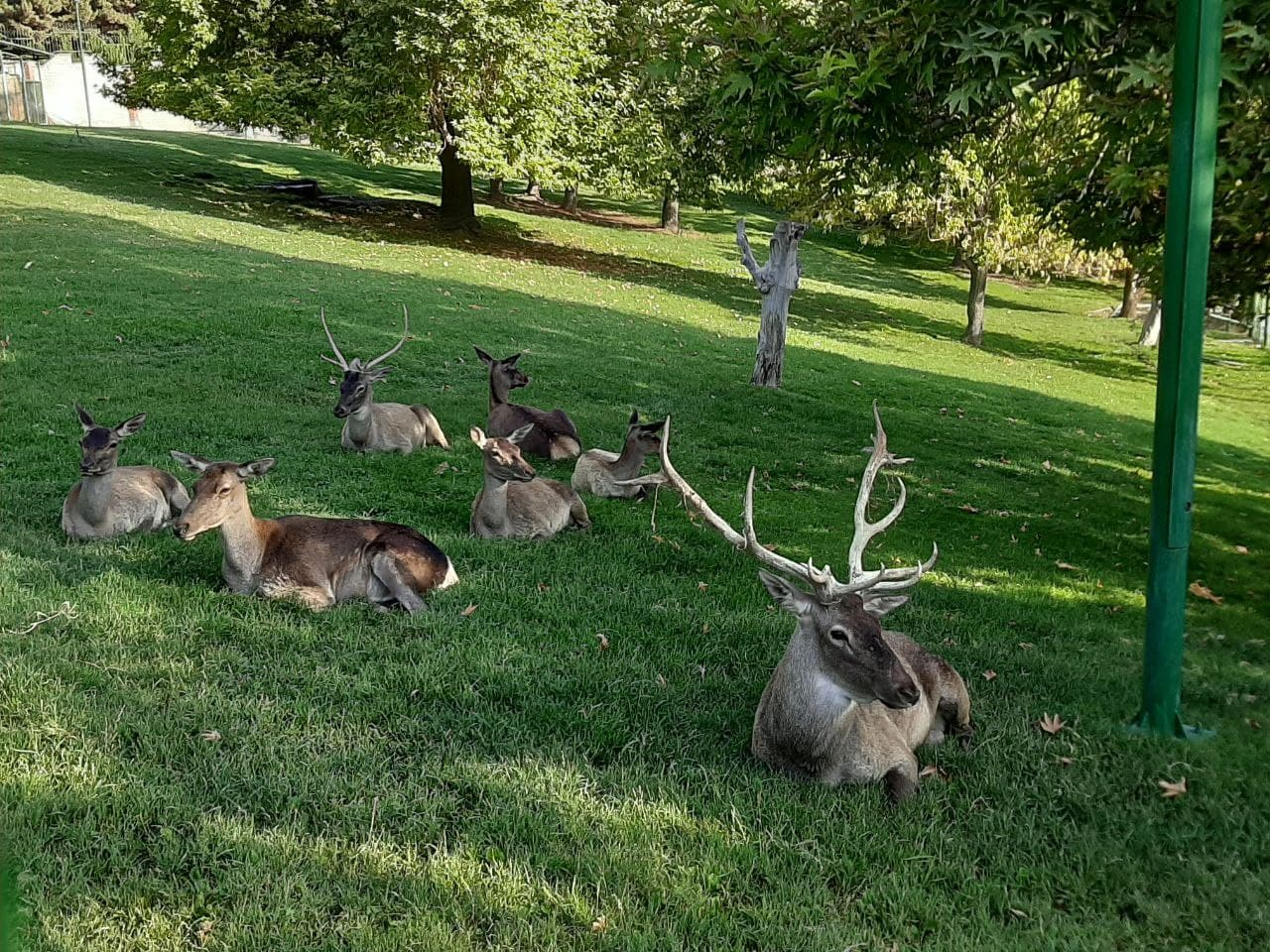
حیات وحش در پارک ملت

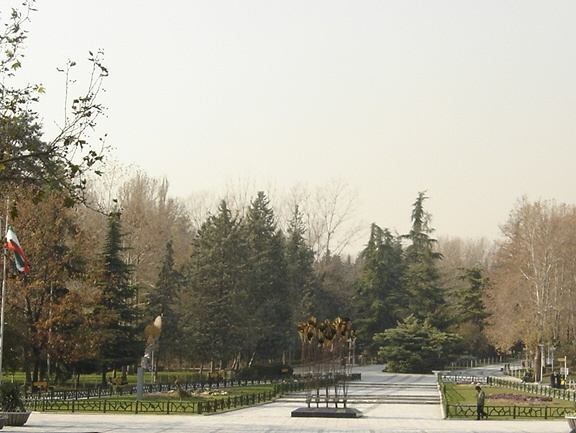
نمایی از بوستان ملت.
تصویری سراسرنما از استخر موزیکال بوستان ملت
مجموعه مجسمه‌های مشاهیر ایرانی، بوستان ملت
مجسمه مادر، بوستان ملت
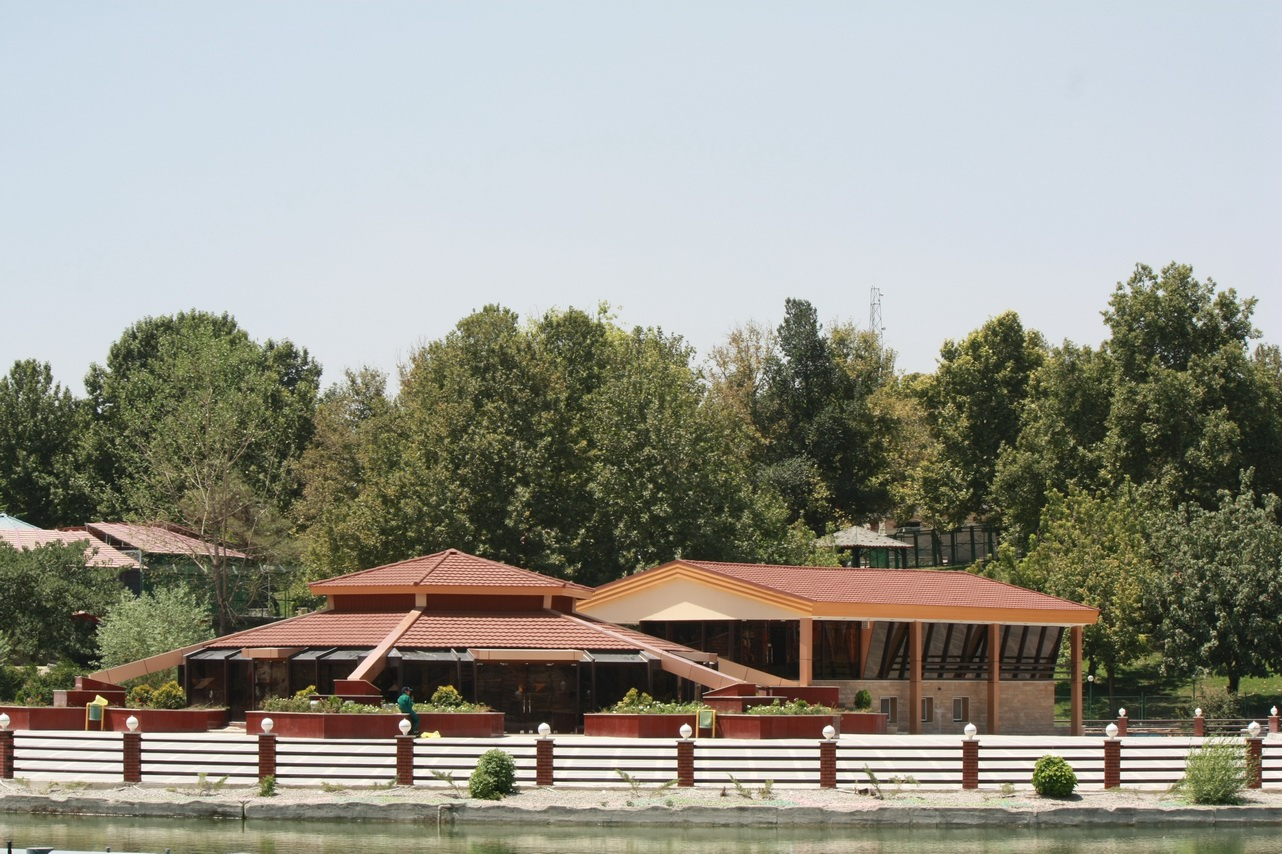
رستوران جزیره، بوستان ملت
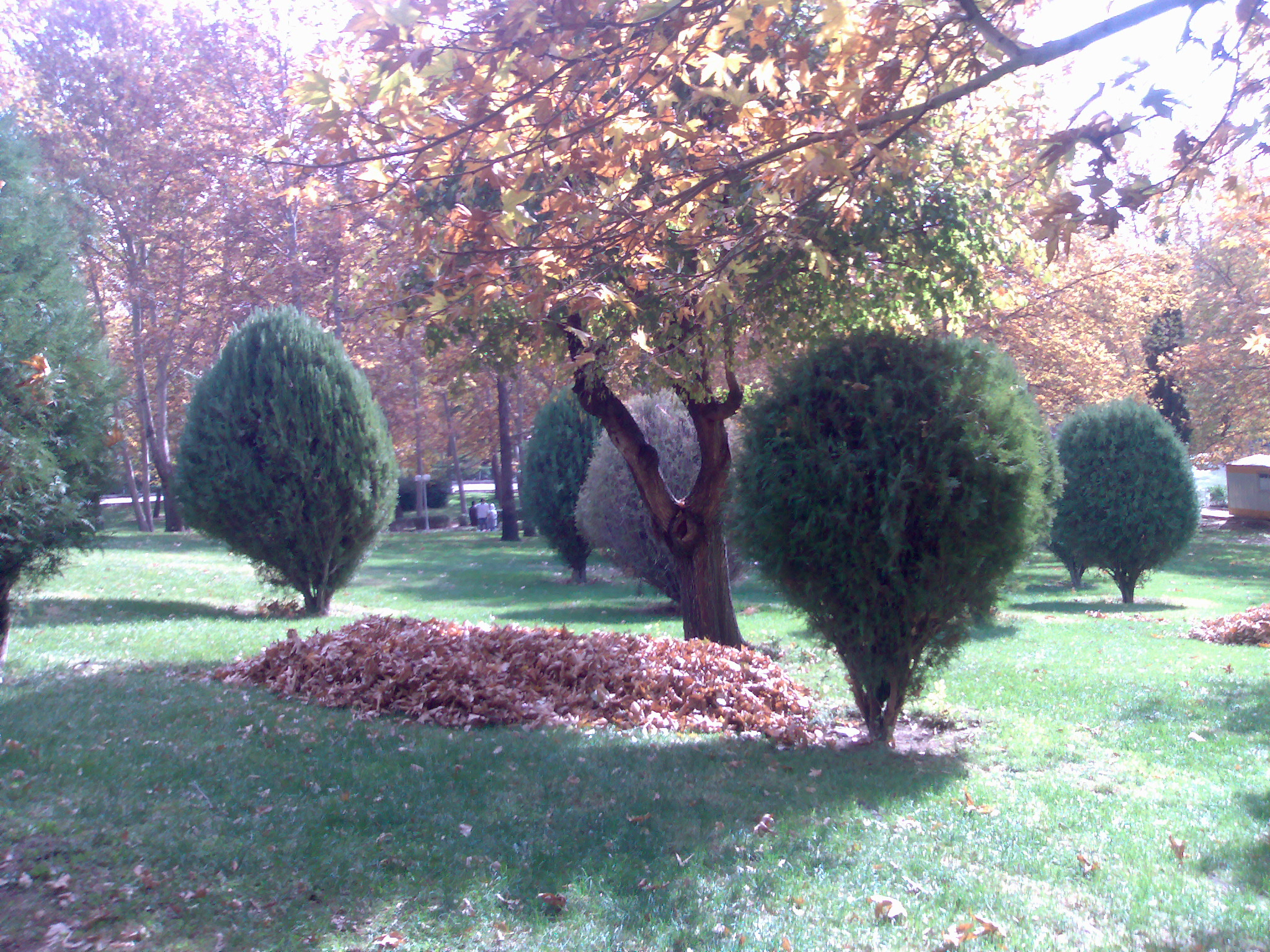
فضای سبز بوستان ملت در فصل پاییز
آبنمای بوستان ملت در شب